# ベニート・ペレス・ガルドス

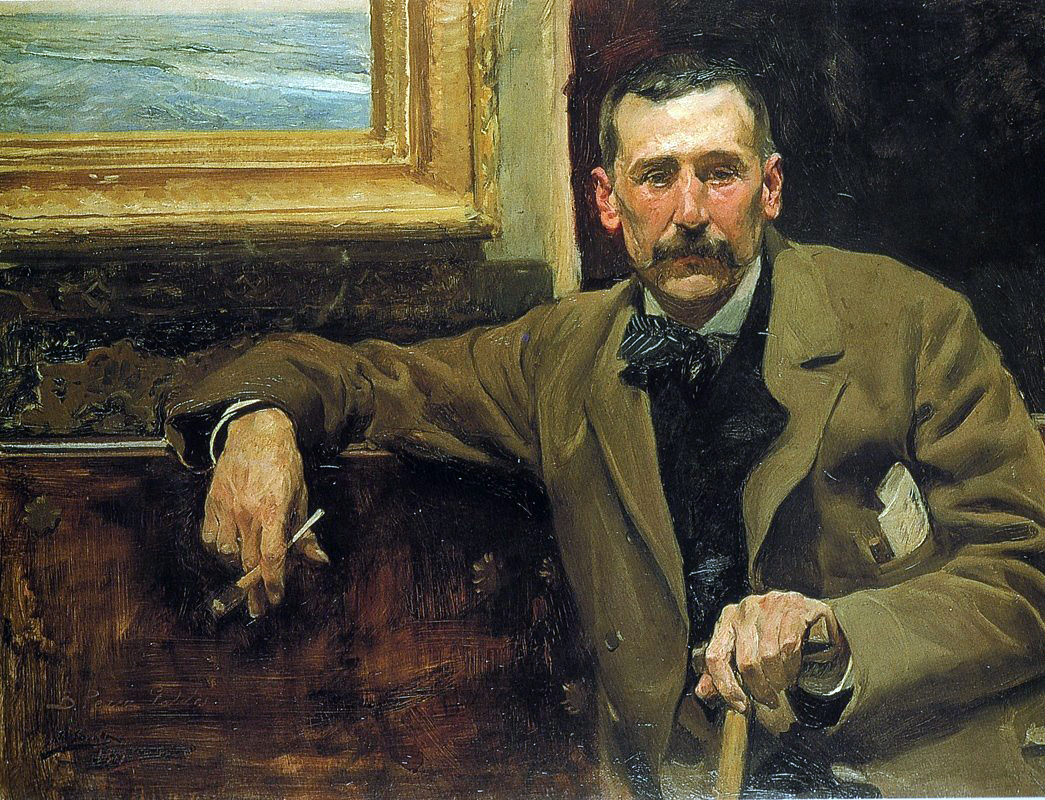
ホアキン・ソローリャによる肖像画、1894年

ベニート・ペレス・ガルドス（Benito Perez Galdos、1843年5月10日 - 1920年1月4日）は、スペインの写実主義の小説家である。ミゲル・デ・セルバンテスに次ぐ名声を持ち、スペインの写実主義を代表する小説家である。

## 生涯
彼はグラン・カナリア島のラス・パルマス・デ・グラン・カナリアで生まれたが、19歳の時にマドリードに引っ越して生涯の大半を過ごした。スペイン国内で彼の最も人気のある作品は、46巻からなる『国民挿話』Episodios nacionalesや『フォルトゥナータとハシンタ』Fortunata y Jacintaであるが、国外ではNovelas espanolas contemporaneasの方がよく知られている。
初期には、文献調査を行って歴史上の人物と架空の人物が登場する作品を書いた。オノレ・ド・バルザックの小説のように、何人かの登場人物は別の小説にも登場する。1805年から19世紀末までを描いており、ガルドスの急進的で反聖職者的な視点が垣間見える。1876年のDona Perfectaは、急進派の若者が抑圧的な反聖職者の街を訪れる話である。1878年のMarianelaは、盲目の若い男が視力を取り戻し、親友のマリアネラの容姿の醜さを知って拒絶する話である。1888年のMiauは、政権交代によって公務員の父が失業して見栄張りの家族が生計を失い、結局は彼を殺害する話である。
1886年から1887年に書かれたガルドスの傑作が『フォルトゥナータとハシンタ』である。レフ・トルストイの『戦争と平和』とほぼ同じ長さで、若い遊び人とその妻、その下級生の女主人とその夫という4人の登場人物の運命を描いている。1891年のAngel Guerraは、敬虔で手が届かない女性をものにしようとする男が、その過程で不可知論からカトリシズムに変節する物語である。
1886年には、首相のサガスタが彼をプエルトリコのグアヤマ選出の国会議員に指名した。彼はその地を訪れたことがなかったが、状況を聞かされ、住民の適切な代表にならなければいけない義務を感じた。1897年、ガルドスはスペイン王立アカデミーの会員に選ばれた。1907年には共和党の代議士となった。1912年に視力を失ったが、生涯に渡って口述で著書を書き続けた。ガルドスは1920年に76歳で死去した。死の直前、マドリードで最も有名な公園であるブエン・レティーロ公園に、全額を市民の寄付で賄って、彼の名声を称える像が完成した。

## 作品
ガルドスは多産の作家で、31の長編小説と46の『国民挿話』、23の戯曲、20巻分の短編、報道記事、その他を書いた。彼はスペインで現在でも人気があり、「ガルドシスタス」galdosistasと呼ばれるガルドスの研究者は、彼をチャールズ・ディケンズ、オノレ・ド・バルザック、レフ・トルストイと並ぶと考えている。1950年代から、彼の作品のいくつかは英語にも翻訳されているが、英語圏ではまだそれほど読まれていない。
彼の戯曲は、一般に小説ほどは成功しなかったと考えられている。1892年のRealidadはスペインの写実演劇の歴史で重要な位置を占めている。

## 映画化
彼の小説の映画化もしばしば行なわれている。エルシー・ジェーン・ウィルソンの1918年のBeauty in Chains (Dona Perfecta)、ルイス・ブニュエルの1961年の『ビリディアナ』ViridianaはHalmaを基にしている。ブニュエルはまた1959年に『ナサリン』Nazarín、1970年に『哀しみのトリスターナ』Tristanaも撮影している。

## その他
ラス・パルマス・デ・グラン・カナリアのガルドス博物館には、ホアキン・ソローリャの描いた肖像画が展示されている。また、1982年より発行されていた1000ペセタ紙幣に肖像が使用されていた。